# Антифашистки фронт на жените (Егейска Македония)
Антифашисткият фронт на жените (АФЖ) (на гръцки: Αντιφασιστικό Μέτωπο Γυναικών) е феминистко движение по време на Втората световна война в областта Македония, а сетне през Гръцката гражданска война.
По време на Гръцката гражданска война движението е пряко свързано с Народоосвободителен фронт (НОФ), който има значително количество от жени партизани. От близо 20 000 бойци в ДАГ около 2800 са жени, а отделно други 3500 са медицински сестри. Организацията е основана на 23 април 1945 година. На 29 април 1948 година в леринското село Търнава се състои първият конгрес на организацията. Според „Македонска енциклопедия“ организацията в Егейска Македония е активна в 220 села и 4 града и издава списание „Нова македонка“ под редакцията на Урания Алиломова. Основната цел на АФЖ е да подобри образованието на момичетата и да повиши нивото им на писменост, тъй като по това време предимно жените са неграмотни. Организацията, така както близките до нея Народоосвободителен фронт (НОФ) и Националноосвободителен фронт на младежта (ЕАМН) са определяни за „бандитски“ организации от Гръцкото правителство през Втората световна война.
На първия конгрес на АФЖ, проведен на 29 април 1948 г. Евдокия Фотева е избрана за политически секретар на организацията, Стеряна Вангелова за организационен секретар, а за районни ръководители Махи Пилева за Леринско, Ленка Стойкова за Воденско и Хриса Цанзовска за Костурско.
Организацията в Егейска Македония е разпусната след поражението на Демократичната армия на Гърция, на VI пленум на Комунистическата партия на Гърция от 9 октомври 1949 година.